# Pindó Mirï
Tekoá Pindó Mirï, conhecida pelos não indígenas como Aldeia Guarani de Itapuã, é uma comunidade indígena guarani localizada no distrito de Itapuã, no município de Viamão, no Rio Grande do Sul, nas proximidades do Parque Estadual de Itapuã, e considerado pelos guaranis como território ancestral desta etnia.
Dentro da aldeia funciona a Escola Estadual Indígena Nhamandu Nhemopu’ã.